# دونیا لاستوا
شهر دونیا لاستوا (به روسی: Доња Ластва) در کشور مونته‌نگرو واقع شده‌است. جمعیت این شهر ۷۳۳ نفر  است.